# Ricanula sublimata
Ricanula sublimata är en insektsart som först beskrevs av Jacobi 1916.  Ricanula sublimata ingår i släktet Ricanula och familjen Ricaniidae. Inga underarter finns listade i Catalogue of Life.